# 扎維濟夫
50°31′0″N 26°34′49″E / 50.51667°N 26.58028°E
扎維濟夫（烏克蘭語：Завизів），是烏克蘭西北部的村莊，隸屬里夫內州的里夫內區。該村始建於1566年，面積0.94平方公里，海拔高度216米，2001年人口267，人口密度每平方公里284.4人。